# José Luis Praddaude
José Luis Praddaude (Adrogue, ? – ?) argentin nemzetközi labdarúgó-játékvezető.

## Pályafutása

### Nemzeti játékvezetés
A nemzeti játékvezetéstől 1966-ban vonult vissza.

### Nemzetközi játékvezetés
Az Argentin labdarúgó-szövetség Játékvezető Bizottsága (JB) 1959-ben terjesztette fel nemzetközi játékvezetőnek, a Nemzetközi Labdarúgó-szövetség (FIFA) bíróinak keretébe. A FIFA JB központi nyelvei közül a spanyolt beszéli. Több válogatott mérkőzésen szerepelt vezetőbíróként vagy partjelzőként. Az aktív nemzetközi játékvezetéstől 1966-ban búcsúzott.

#### Világbajnokság
A Chilében rendezett 1962-es labdarúgó-világbajnokság selejtezőin a FIFA JB játékvezetőként alkalmazta.
| Időpont           | Helyszín                | Mérkőzés típusa           | Mérkőzés      | Eredmény |
| ----------------- | ----------------------- | ------------------------- | ------------- | -------- |
| 1961. április 30. | Nemzeti Stadion, Bogotá | előselejtező (3. csoport) | Kolumbia–Peru | 1 – 0    |

#### Copa América
Ecuador rendezte a 27., az 1959-es Copa América labdarúgó tornáját, ahol a CONMEBOL JB bíróként alkalmazta.
| Időpont            | Helyszín                  | Mérkőzés típusa | Mérkőzés         | Eredmény | Nézők száma |
| ------------------ | ------------------------- | --------------- | ---------------- | -------- | ----------- |
| 1959. december 6.  | Modelo Stadion, Guayaquil | csoportmérkőzés | Uruguay–Ecuador  | 4 – 0    | 55 000      |
| 1959. december 12. | Modelo Stadion, Guayaquil | csoportmérkőzés | Uruguay–Brazília | 3 – 0    | 55 000      |
| 1959. december 22. | Modelo Stadion, Guayaquil | csoportmérkőzés | Uruguay–Paraguay | 1 – 1    | 45 000      |

#### Nemzetközi kupamérkőzések
Összesen öt nemzetközi kupadöntőt vezetett: két Interkontinentális kupa-finálé mellett háromszor a Copa Libertadores utolsó meccsét is vezette.
| Időpont          | Helyszín                          | Mérkőzés típusa                          | Mérkőzés                | Eredmény | Nézők száma |
| ---------------- | --------------------------------- | ---------------------------------------- | ----------------------- | -------- | ----------- |
| 1960. június 19. | Manuel Ferreira Stadion, Asunción | Copa Libertadores döntő második mérkőzés | Club Olimpia–CA Peñarol | 1 – 1    | 35 000      |
| 1961. június 4.  | Estadio Centenario, Montevideo    | Copa Libertadores döntő első mérkőzés    | CA Peñarol–Palmeiras    | 1 – 0    | 64 376      |
| 1961. június 11. | Estádio do Pacaembu, São Paulo    | Copa Libertadores döntő második mérkőzés | Palmeiras–CA Peñarol    | 1 – 1    | 50 000      |

Az általa vezetett interkontinentális kupadöntőkön 1961-ben előbb a CA Peñarol, a második mérkőzésen a SL Benfica győzött. (A versenykiírás szerint kettő győzelemig játsszák a mérkőzéseket.)
| Időpont              | Helyszín                       | Mérkőzés típusa                             | Mérkőzés                  | Eredmény | Nézők száma |
| -------------------- | ------------------------------ | ------------------------------------------- | ------------------------- | -------- | ----------- |
| 1960. július 3.      | Estadio Centenario, Montevideo | Interkontinentális kupa döntő első mérkőzés | CA Peñarol–Real Madrid CF | 0 – 0    | 100 000     |
| 1961. szeptember 19. | Estadio Centenario, Montevideo | Interkontinentális kupa döntő rájátszás     | CA Peñarol–SL Benfica     | 2 – 1    | 60 241      |